# Catocala myrrha
Catocala myrrha là một loài bướm đêm trong họ Erebidae.